# Peter Heylyn
Peter Heylyn o Heylin (29 de novembre de 1599 - 8 de maig de 1662) va ser un eclesiàstic anglès i autor de molts tractats polèmics, històrics, polítics i teològics. Va incorporar els seus conceptes polítics als seus llibres geogràfics Microcosmus el 1621 i Cosmographie (1657).

## La vida
Heylyn va néixer a Burford, Oxfordshire, fill de Henry Heylyn i Elizabeth Clampard. Va entrar al Merchant Taylors 'School el març de 1612. Als 14 anys va ser enviat a Hart Hall, Oxford, i es va matricular del Magdalen College, Oxford, el 19 de gener de 1616, amb 16 anys. Va rebre el BA el 17 d'octubre de 1617 i va ser elegit becari el 1618. Va donar conferències sobre geografia històrica a Magdalen.
Heylyn was awarded MA on 1 July 1620. In 1620 he presented his lecture to Prince Charles, at Theobalds. He was incorporated at Cambridge University in 1621. In 1621 his lectures were published as Microcosmos: a Little Description of the Great World. This would prove to be his most popular work and by 1639, eight editions had been produced.
A la universitat, on el van anomenar "el dictador perpetu", Heylyn va tenir moltes controvèrsies. Posteriorment es va convertir en predicador i un dels seguidors clericals de Carles I. El 13 de juny de 1629 li fou concedit un BD. Com a membre del partit armini, va tenir un paper en les lluites entre els armins i els seus oponents que van pertorbar Anglaterra a la dècada de 1630. El 1630 va fer conferències contra els Feoffees per Impropiacions. Va obtenir la llicencia de canonge de Westminster el 1631 i rector d'Hemingford, Huntingdonshire, el mateix any. Es va convertir en rector de Houghton-le-Spring, al comtat de Durham, el 1632 i rector d’ Alresford, Hampshire, el 1633. També el 1633 va obtenir la llicència per predicar i va rebre el DD el 13 d'abril de 1633. Es va convertir en capellà de Carles I, i el 1639 es va convertir en rector de South Warnborough, Hampshire.
Va patir per la seva lleialtat al rei quan, sota la Mancomunitat, va ser privat dels seus prevendes. Posteriorment, es va establir a Lacies Court, a Abingdon, des del 1653 fins al 1660. Lacies Court és ara la residència principal de l’Escola Abingdon . Heylyn va donar suport a Anthony Huish (mestre de l'escola) en el manteniment dels serveis a l'església de Sant Nicolau, on Huish era rector. Això es va oposar a l'ajuntament dominat pels puritans. Una casa que dona al carrer de Bath des del recinte de l'escola Abingdon rep el nom de "Heylyns" en commemoració.
A la Restauració, va deixar Abingdon i va ser nomenat sotsdegà de Westminster, però la mala salut va impedir avançar.
Es va casar amb Letitia Highgate i tenia una família nombrosa. El seu monument es troba a l'abadia de Westminster.

## Obres

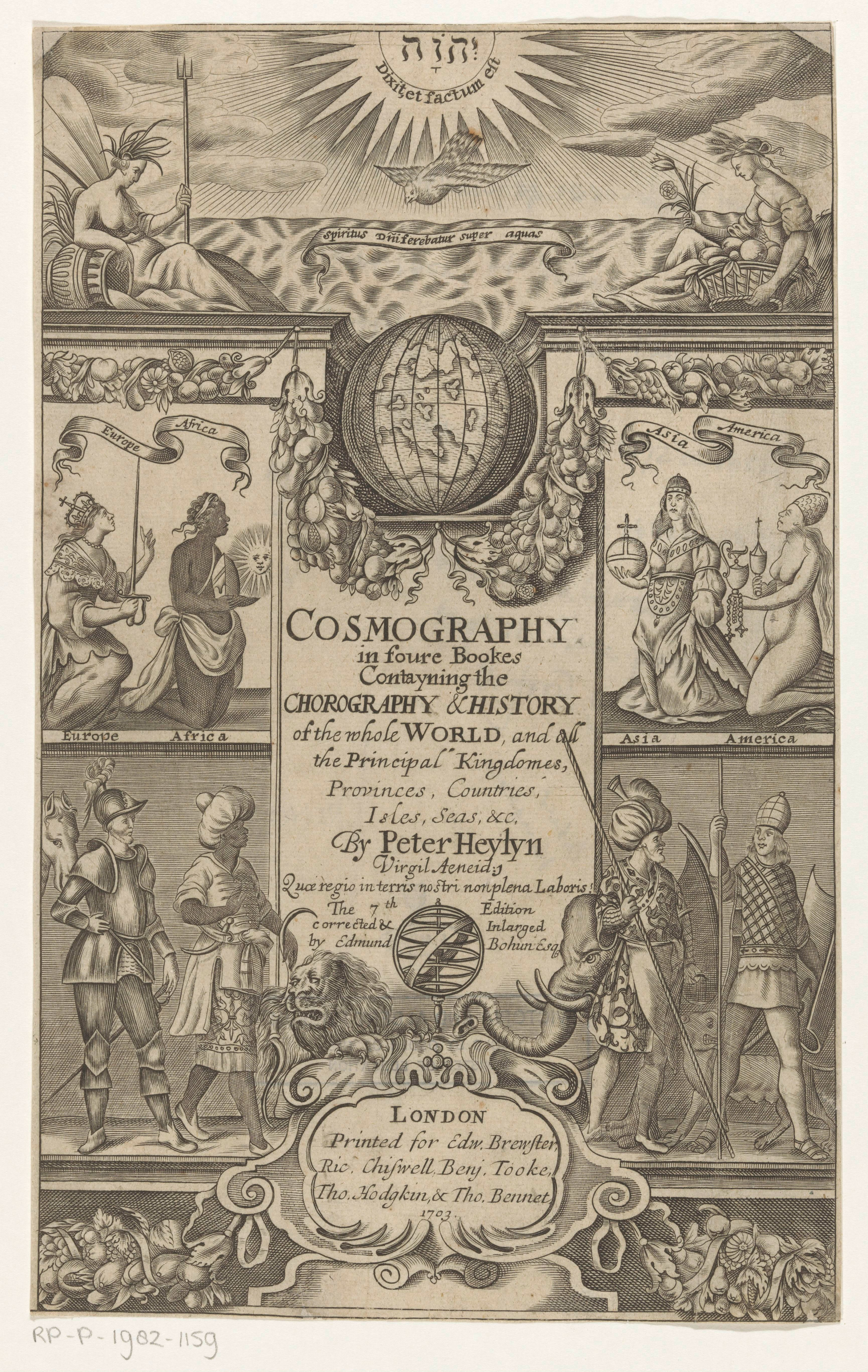
Peter Heylyn. Cosmografia en quatre llibres. Londres: Edw. Brewster; Ric. Chiswell; Benj. Tooke; Tho. Hodgkin; Tho. Bennet, 1703.

Va ser un escriptor prolífic i molt controvertit per la seva agudesa i acritud contra els puritans. Entre les seves obres hi ha una Història de la reforma de l’Església d’Anglaterra i una vida de l’arquebisbe William Laud (Cyprianus Anglicanus) (1668). Va afegir títols grecs a dos dels seus llibres, Κειμήλια Ἐκκλησιαστικά: tractes històrics i diversos (1662) i Ἡρωολογία Anglorum; o bé, una ajuda a la història anglesa (1641).
Va escriure la "Cosmographie", un intent de descriure amb detall meticulós tots els aspectes del món conegut el 1652, la geografia, el clima, els costums, els èxits, la política i els sistemes de creences. Sembla que va ser la primera descripció impresa d’Austràlia i potser de Califòrnia, Terra del Foc i altres territoris del Nou Món. Es va oposar al nom "Amèrica", ja que donava glòria indeguda a Amerigo Vespucci, i va recomanar "Columbana" o "Cabotia" com a més indicatius dels autèntics descobridors, Colom i Cabot.

## Publicacions
Entre les publicacions de Heylyn s'hi poden trobar:
- Microcosmus. Una petita descripció del gran món 1621 (−1639); ampliat i titulat Cosmographie en quatre llibres, que conté la coreografia i la història de tot el món 1652 (1674)
- La història de Sant Jordi de Capadòcia (1631)
- La història del dissabte (1636)
- Una brasa de l’altar (1636)
- Antidotum Lincolniense; o una resposta a un llibre titulat, La santa taula, nom i cosa (1637)
- Una resposta breu i moderada al sediciós i escandalós Desafiament de H. Burton (1637)
- Ἡρωολογια Anglorum; o bé, una ajuda a la història anglesa (1641)
- La primera taula o, un catàleg de tots els reis que han regnat a Anglaterra, des de la primera entrada dels romans (1641)
- La història de l'episcopacie (1642)
- L'engany de la gent en punt de delmes (1648)
- Extraneus vapulans; o bé, l’observador va rescatar de les violentes però violentes agressions de Hamon L’Estrange, (1656)
- Una relació completa de dos viatges: l’un, cap a la part continental de França; l'altra, en algunes de les illes adjacents (1656)
- Ecclesia vindicata; o bé, l'Església d'Anglaterra justificada (1657)
- L'ensopegament de la desobediència i la rebel·lió posats astutament per Calví a la manera dels súbdits, descoberts, censurats i eliminats (1658)
- Examen historicum, o un descobriment i examen dels errors en algunes històries modernes (1659)
- Certamen epistolare; o el combat de cartes amb el senyor Baxter, etc. (1659)
- Historia quinqu-articularis; o una declaració del judici de les esglésies occidentals, particularment de l'església d'Anglaterra, en els cinc punts controvertits reprovats pel nom d'Arminianisme (1660)
- Ecclesia restaurata; o bé, la història de la reforma de l'església d’Anglaterra (1661)
- Aerius redivivus; o bé, la història dels presbiterians de 1536 a 1647 a 1662 (1670)
- Cyprianus Anglicus; o la història de la vida i la mort de William Laud el 1662 (1668, 1671)
- Κειμηλιαέκκληδιαδτικα Tractaments històrics i diversos a 1662 (1681)

i molt, molt rar:
- Chorography and History of the Whole World (1682) més sobre aquest llibre als enllaços següents